# Шарпар, Вячеслав Владимирович
Вячесла́в Влади́мирович Шарпар (укр. В'ячеслав Володимирович Шарпар; род. 2 июня 1987, Зеленодольск, Днепропетровская область) — украинский футболист, полузащитник латвийского клуба «Рига».

## Биография
Вячеслав родился 2 июня 1987 года в городе Зеленодольске, Днепропетровской области.
Шарпар начал заниматься футболом в родном городе, в местной ДЮСШ. После выступал в детско-юношеской футбольной лиге Украины за запорожские «Торпедо-Космос» и «Торпедо».

### Клубная карьера
Летом 2004 года попал в «Нафком» из города Бровары, клуб выступал в Первой лиге Украины. В команде он провёл полгода и сыграл 9 матчей и забил 1 мяч. Зимой 2005 года перешёл в симферопольскую «Таврию», где тренером был бывший тренер «Нафкома» Олег Федорчук. За основной состав «Таврии» он так и не сыграл, но зато провёл 37 матчей и забил 4 гола в молодёжном первенстве.
Первую половину сезона 2006/07 он провёл во второлиговом «Химике» из Красноперекопске на правах аренды, за команду он забил 3 гола в 13 матчах. В домашнем матче 1/32 финала Кубка Украины против киевского «Арсенала» (2:1), Шарпар забил первый гол в матче уже на 3 минуте в ворота Александру Кирилова. В следующем раунде «Химик» уступил донецкому «Металлургу» (2:3) и вылетел из розыгрыша Кубка.
В январе 2007 года побывал на просмотре в криворожском «Кривбассе», но команде не подошёл. В итоге он перешёл в «Нефтяник-Укрнефть» их Ахтырки. В сезоне 2006/07 «Нефтяник» стал победителем Первой лиги и вышел в Высшую. 14 июля 2007 года он дебютировал в Высшей лиге Украины в выездном матче против харьковского «Металлиста» (2:0).
В начале 2008 года Шарпар был отдан в аренду в мариупольский «Ильичёвец». Вместе с командой стал победителем Первой лиги Украины в сезоне 2007/08. В составе команды провёл 11 матчей и забил 1 гол. После вернулся в «Нефтяник», всего за клуб он сыграл в 28 матчах, в которых забил 3 гола. Зимой 2009 года Шарпар покинул «Нефтяник», а позже он побывал на просмотре в одном из польских клубов. Затем Вячеслав полгода выступал за черниговскую «Десну», в команде забил 2 мяча в 12 матчах.
Летом 2009 года перешёл в луцкую «Волынь». В сезоне 2009/10 вместе с командой стал серебряным призёром Первой лиги, уступив лишь клубу «Севастополь», «Волынь» вышла в Премьер-лигу. Также в этом сезоне клуб, во второй раз в истории дошёл до полуфинала Кубка Украины, где уступил симферопольской «Таврии» (1:2), будущему обладателю трофея. В команде Шарпар стал игроком основного состава.
В январе 2011 года Вячеслав поехал на просмотр в харьковский «Металлист», вместе с одноклубником Александром Пищуром. Шарпар прошёл с «Металлистом» практически все зимние сборы, но долгое время команды не могли договориться о цене трансфера. К тому же сам Мирон Маркевич сказал, что хочет видеть его в команде и также о том, что за ним они следили ещё по выступлениям за «Нефтяник». В итоге Шарпар был заявлен за «Металлист» под 87 номером. Клуб заплатил за него 2 млн евро.
В составе «Металлиста» дебютировал 5 марта 2011 года выездном матче против полтавской «Ворсклы» (0:0). Всего в сезоне 2010/11 Шарпар провёл за «Металлист» 7 матчей в чемпионате Украины, также он сыграл в 2 матчах в молодёжном первенстве Украины. Вместе с командой стал бронзовым призёром чемпионата.
Летом 2011 года перешёл на правах бесплатной аренды в «Волынь». В сезоне 2011/12 провёл за клуб 24 матча в Премьер-лиге, 2 матча в молодёжном чемпионате. В Кубке Украины «Волынь» дошла до полуфинала где уступила донецкому «Шахтёру» (3:4). Шарпар в Кубке сыграл в 4 матчах и забил 2 мяча.
В начале июня 2012 года появилась информация, что одесский «Черноморец» арендовал Вячеслава Шарпара на один сезон. Вместе с командой он прошёл сборы в Австрии. В июле 2012 года Вячеслав обратился к главному тренеру Роману Григорчуку с просьбой отпустить его обратно в «Металлист» по семейным обстоятельствам. В итоге он вернулся в «Металлист», так как некоторые документы ещё не были оформлены. Григорчук также сказал, что хотел подписать с ним полноценный контракт.
После возвращения в «Металлист» Мирон Маркевич наигрывал его на позиции последнего защитника. 21 июля 2012 года сыграл за «Металлист» во втором туре в выездном матче против симферопольской «Таврии» (0:1), Шарпар вышел на 76 минуте вместо Дениса Барвинко.
В начале 2013 года перешёл на правах аренды в киевский «Арсенал». Дебютировал в первом же матче весенней части сезона в игре против днепропетровского «Днепра». В марте 2015 года вернулся в луцкую «Волынь», где играл под 11 номером.
В июне этого же года подписал контракт с молдавским клубом — «Шериф». 25 июня 2015 выйдя на замену в составе «Шерифа» помог тираспольчанам завоевать Суперкубок Молдовы. Однако в августе покинул команду и расторгнул контракт по обоюдному согласию. Всего же Вячеслав сыграл в пяти официальных матчах и выиграл Суперкубок Молдавии 2015.
В конце августа 2015 года вернулся в «Волынь», с которой 22 января 2016 года расторг контракт, а уже на следующий день подписал соглашение с казахстанским «Атырау».
С 2017 года — игрок полтавской «Ворсклы». Покинул команду летом 2019 года.
С июля 2019 года выступает за латвийскую «Ригу». Чемпион Латвии 2019 года.

### Карьера в сборной
В августе 2007 года Алексей Михайличенко впервые вызвал Вячеслава Шарпара в молодёжную сборную Украины до 21 года на турнир памяти Валерия Лобановского. В сборной дебютировал в полуфинальном матче с Израилем (1:1 основное время и 4:5 по пенальти), Шарпар начал матч в основе, но в перерыве был заменён на Сергея Зелди. В матче за 3-е место Украина обыграла Молдавию (3:1).

## Достижения
- Бронзовый призёр чемпионата Украины (2): 2010/11, 2017/18
- Победитель Первой лиги Украины (2): 2006/07, 2007/08
- Серебряный призёр Первой лиги Украины: 2009/10
- Обладатель Суперкубка Молдавии: 2015